# RbcL
O rbcL é um gene exclusivo das plantas, presente no DNA de seus cloroplastos. É o gene responsável pela produção da ribulose-1,5-bisfosfato, ou RuBisCO, a substância responsável pela conversão de dióxido de carbono e água em carboidratos.
Pela importância fisiológica da RuBisCO, o rbcL foi selecionado de tal maneira que se apresenta como um gene com baixas taxas de mutação. Desta forma, sistematas filogenéticos, ao utilizar dados moleculares para análises de grandes grupos, como famílias e ordens, têm preferência pelo seqüenciamento deste gene, que assim pode indicar com alguma precisão o grau de semelhança genética entre os grupos estudados.